# Тавро

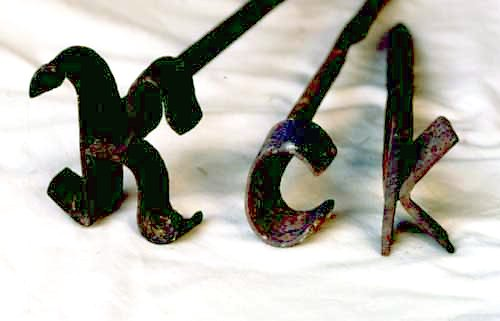
Инструмент для таврения

Тавро́ (из *товро, которое заимствовано из тюрк.) — знак, которым коннозаводчики отмечали своих лошадей. Наследовался подобно фамильному гербу, в редких случаях изменялся. Отсюда — «тугра», личный знак государственных деятелей стран Востока.
По тавру можно было узнать завод и, следовательно, судить о качестве предлагаемого товара. В Казахских степях, где в XIX веке производилось табунное содержание лошадей, причём табуны часто смешивались друг с другом, тавро имело значение паспорта. Поэтому таврение больше всего было распространено в среднеазиатских степях и на Кавказе. Обычно жеребят таврили на втором году жизни, весной, на правом или левом бедре, иногда на других местах туловища.

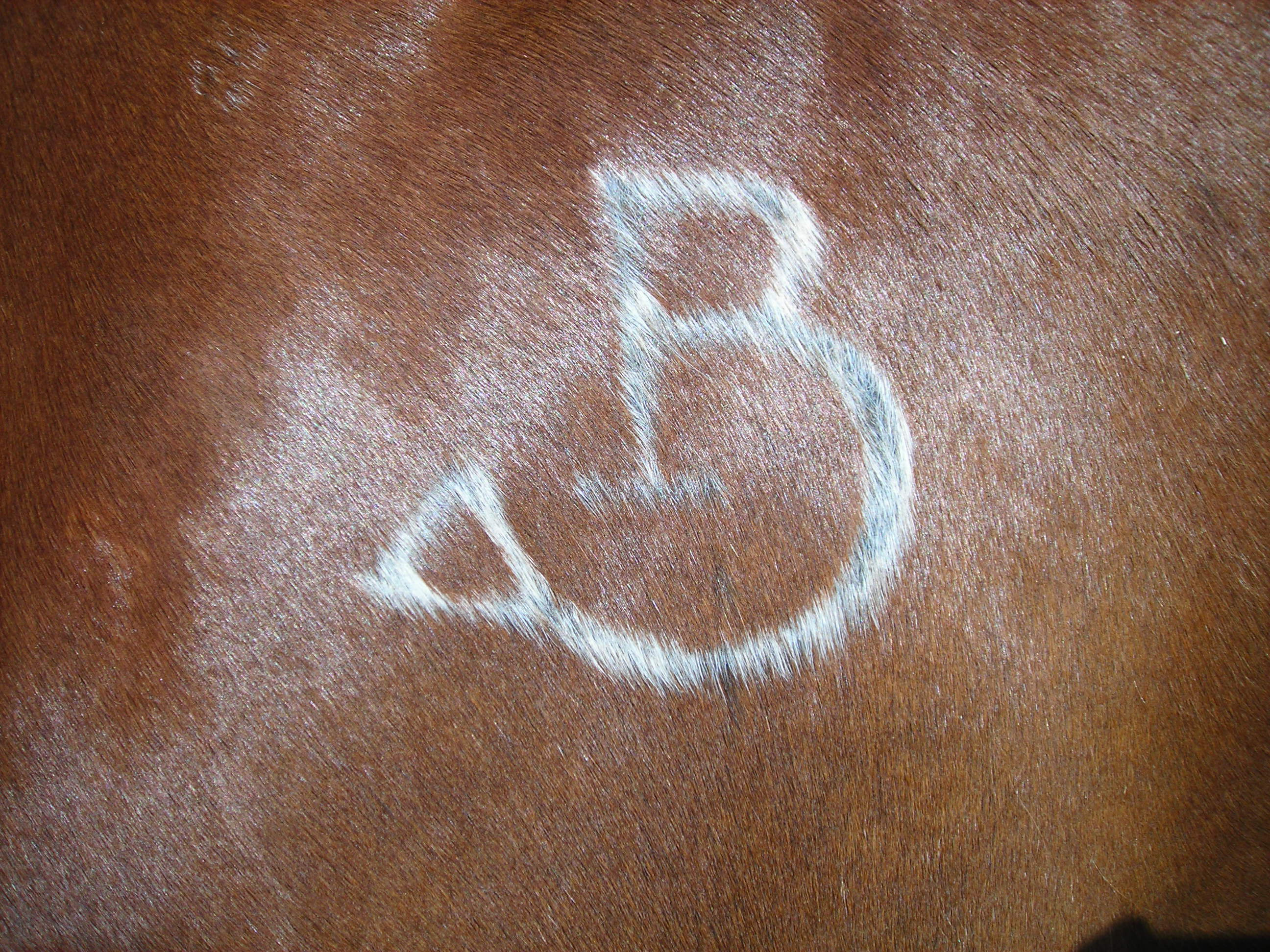
Современное лошадиное тавро, сделанное с помощью обморожения

Инструментом для таврения служил продолговатый кусок железа, который накалялся до необходимой степени и прикладывался к телу животного на несколько секунд, чтобы вызвать небольшой ожог. В большинстве случаев казахское тавро представляло собой одну черту, но если оно должно было изображать несколько линий, неправильно расположенных по отношению одна к другой, то во избежание лишних мучений лошади накаливали сразу несколько кусков железа и прикладывали их одновременно. У более крупных коневодов тавро носило более определённое изображение и налагалось специально изготовленным инструментом.
Каждое тавро имело название по сходству с изображаемым предметом или, вернее, с предметом, который оно должно было изображать. На Кавказе тавро были более сложны по изображению, так как большинство крупных коневладельцев принадлежало к султанским и княжеским родам, гербы которых отличались вычурностью. Например, кумыкский род Тонаевых из Казанища, имел личное тавро, жеребцы клеймённые этим тавром, были известны на всём Кавказе, и их тавро вошло в историю, как «Къазаныш-къумукъ дамгьа (тамга)».